# Ievhen Martchouk
Ievhen Kyrylovytch Martchouk (en ukrainien : Євген Кирилович Марчук), né le 28 janvier 1941 à Dolynivka (aujourd'hui dans l'oblast de Kirovohrad) et mort le 5 août 2021 à Kiev, est un homme d'État ukrainien.
Il est le premier chef du Service de sécurité de l'Ukraine indépendante (1991-1994) puis assure la fonction de secrétaire du Conseil de défense et de sécurité nationale d'Ukraine (1999-2003). Il est également général dans les Forces armées de l'Ukraine à partir de 1994.
Il est Premier ministre de 1995 à 1996, député à la Rada entre 1995 et 2000, ainsi que ministre de la Défense de 2003 à 2004. Candidat à l’élection présidentielle de 1999, il réunit 8,1 % des voix.

## Biographie

### Situation personnelle
Ievhen Martchouk naît en 1941 dans une famille de paysans de l'Ukraine centrale. En 1963, après ses études à Kirovohrad, il est recruté par le KGB. Il grimpe les échelons de l'organisation au cours des années suivantes.
Il travaille d'abord dans l'oblast de Kirovohrad, puis est assigné à la branche locale du KGB à Kiev.
Au début des années 1990, Martchouk est l'un des premiers officiers de haut niveau du KGB, qui semble soutenir la nouvelle indépendance ukrainienne. Il participe à la réforme des services secrets du pays, qui deviendront le Service de sécurité d'Ukraine et dont il est le premier chef jusqu'en 1994.
Martchouk est lié au journal Den (en), qui est édité par sa conjointe.
Il meurt à l’âge de 80 ans, le 5 août 2021. Selon un rapport du Service de sécurité de l’Ukraine, il était atteint d'une insuffisance cardiopulmonaire aiguë qui a été exacerbée par une infection au Covid-19.

### Parcours politique
Après les élections législatives de 1994, Martchouk devient chef de la faction « Social Market Choice » du Parti libéral d'Ukraine; il est ministre du Gouvernement Massol II.
À partir de mars 1995 (par intérim jusqu’en juin), sous la présidence de Leonid Koutchma, il est Premier ministre. Pavlo Lazarenko lui succède en mai 1996.
Il est candidat à l’élection présidentielle de 1999, où il obtient 8,13 % des suffrages exprimés. Jusqu’en 2000, il reste député à la Rada.
De 2003 à 2004, dans le gouvernement de Viktor Ianoukovytch, il est ministre de la Défense en remplacement de Volodymyr Chkidtchenko démis.